# Philogenia zeteki
Philogenia zeteki là loài chuồn chuồn trong họ Megapodagrionidae. Loài này được Westfall & Cumming mô tả khoa học đầu tiên năm 1956.